# Уктича
Уктича́ (рос. Уктыча) — село у складі Стрітенського району Забайкальського краю, Росія. Входить до складу Фірсовського сільського поселення.

## Населення
Населення — 68 осіб (2010; 87 у 2002).
Національний склад (станом на 2002 рік):
- росіяни — 99 %